# (35488) 1998 FJ21
1998 FJ21 (asteroide 35488) é um asteroide da cintura principal. Possui uma excentricidade de 0.09243310 e uma inclinação de 4.49867º.
Este asteroide foi descoberto no dia 20 de março de 1998 por LINEAR em Socorro.